# Municipio de Dayton (condado de Cedar)
El municipio de Dayton (en inglés: Dayton Township) es un municipio ubicado en el condado de Cedar en el estado estadounidense de Iowa. En el año 2010 tenía una población de 1265 habitantes y una densidad poblacional de 13,37 personas por km².

## Geografía
El municipio de Dayton se encuentra ubicado en las coordenadas 41°54′10″N 91°4′25″O / 41.90278, -91.07361. Según la Oficina del Censo de los Estados Unidos, el municipio tiene una superficie total de 94.59 km², de la cual 94,59 km² corresponden a tierra firme y (0 %) 0 km² es agua.

## Demografía
Según el censo de 2010, había 1265 personas residiendo en el municipio de Dayton. La densidad de población era de 13,37 hab./km². De los 1265 habitantes, el municipio de Dayton estaba compuesto por el 98,1 % blancos, el 0,16 % eran afroamericanos, el 0,24 % eran amerindios, el 0,63 % eran de otras razas y el 0,87 % eran de una mezcla de razas. Del total de la población el 1,58 % eran hispanos o latinos de cualquier raza.